# Devils Haircut
Devils Haircut är en låt av alternativ rock-artisten Beck. Låten kom med på hans album Odelay släppt 18 juni 1996. Den var senare även släppt som den andra av fem singlar från albumet den 11 december samma år.
Devils Haircut är en av Becks mest spelade låtar live, då han har spelat låten live över 500 gånger. 